# Аксу (Кызылординская область)
Аксу (каз. Ақсу) — село в Жалагашском районе Кызылординской области Казахстана. Административный центр и единственный населённый пункт Аксуского сельского округа. Находится примерно в 3 км к юго-востоку от районного центра, посёлка Жалагаш. Код КАТО — 433636100.

## Население
В 1999 году население села составляло 1673 человека (823 мужчины и 850 женщин). По данным переписи 2009 года, в селе проживало 1276 человек (623 мужчины и 653 женщины).

## Известные жители и уроженцы
- Елеусинов, Туршабек Жусипович (1935—1983) — Герой Социалистического Труда.